# Септемврійці (Видинська область)
Септемврі́йці (болг. Септемврийци) — село у Видинській області Болгарії. Входить до складу общини Димово.

## Населення
За даними перепису населення 2011 року у селі проживали 240 осіб, з них 238 осіб (99,2%) — болгари.
Розподіл населення за віком у 2011 році:
Динаміка населення: